# Hiếu Liêm (xã)
Hiếu Liêm là một xã thuộc huyện Bắc Tân Uyên, tỉnh Bình Dương, Việt Nam.

## Địa lý
Xã Hiếu Liêm có vị trí địa lý:
- Phía đông giáp tỉnh Đồng Nai
- Phía tây giáp thị trấn Tân Thành và các xã Đất Cuốc, Lạc An
- Phía nam giáp thị trấn Lạc An và tỉnh Đồng Nai
- Phía bắc giáp xã Tân Định và tỉnh Đồng Nai.

Xã Hiếu Liêm có diện tích 45,50 km², dân số năm 2021 là 3.185 người, mật độ dân số đạt 71 người/km².

## Hành chính
Xã Hiếu Liêm được chia thành 3 ấp: Cây Dừng, Cây Dâu, Chánh Hưng.

## Lịch sử
Ngày 17 tháng 11 năm 2004, Chính phủ ban hành Nghị định 190/2004/NĐ-CP về việc thành lập xã Hiếu Liêm thuộc huyện Tân Uyên trên cơ sở:
- Điều chỉnh 2.311 ha diện tích tự nhiên và 1.113 nhân khẩu của xã Lạc An
- Điều chỉnh 2.227 ha diện tích tự nhiên và 1.277 nhân khẩu của xã Tân Định.

Sau khi điều chỉnh, xã Hiếu Liêm có 4.538 ha diện tích tự nhiên và 2.390 nhân khẩu.
Ngày 29 tháng 12 năm 2013, Chính phủ ban hành Nghị quyết số 136/NQ-CP về việc chuyển xã Hiếu Liêm thuộc huyện Tân Uyên cũ về huyện Bắc Tân Uyên mới thành lập quản lý.